# Josh Sitton
Josh Sitton (født 6. juni 1986 i Pensacola, Florida, USA) er en amerikansk footballspiller, der spiller i NFL som left guard for Green Bay Packers. Han blev draftet til ligaen af Packers i 2008.
Sitton har med Packers både vundet Super Bowl og været udtaget til Pro Bowl.

## Klubber
- 2008-: Green Bay Packers